# Nagykátai járás
A Nagykátai járás Pest vármegyéhez tartozó járás Magyarországon, amely 2013-ban jött létre. Székhelye Nagykáta. Területe 710,12 km², népessége 74 168 fő, népsűrűsége pedig 104 fő/km² volt 2013 elején. 2013. július 15-én három város (Nagykáta, Sülysáp és Tápiószele) és 13 község tartozott hozzá.
A Nagykátai járás a járások 1983. évi megszüntetése előtt is létezett, ezen a néven 1898-tól. Korábbi neve Kecskeméti felső járás volt, melynek székhelye az állandó járási székhelyek kijelölése (1886) óta mindig Nagykáta volt. Az 1950-es megyerendezésig Pest-Pilis-Solt-Kiskun vármegyéhez, azután pedig Pest megyéhez tartozott.

## Települései
| Település        | Rang (2013. július 15.) | Közös hivatal | Kistérség (2013. január 1.) | Népesség (2013. január 1.) | Terület (km²) |
| ---------------- | ----------------------- | ------------- | --------------------------- | -------------------------- | ------------- |
| Nagykáta         | járásszékhely város     |               | Nagykátai                   | 12 576                     | 81,61         |
| Sülysáp          | város                   |               | Nagykátai                   | 8 188                      | 47,19         |
| Tápiószele       | város                   |               | Nagykátai                   | 5 992                      | 36,99         |
| Tápiószecső      | nagyközség              |               | Nagykátai                   | 6 162                      | 38,38         |
| Tápiószentmárton | nagyközség              |               | Nagykátai                   | 5 298                      | 102,91        |
| Farmos           | község                  |               | Nagykátai                   | 3 507                      | 40,12         |
| Kóka             | község                  |               | Nagykátai                   | 4 316                      | 44,36         |
| Mende            | község                  |               | Nagykátai                   | 4 133                      | 27,15         |
| Szentlőrinckáta  | község                  | Tóalmás       | Nagykátai                   | 1 915                      | 20,15         |
| Szentmártonkáta  | község                  |               | Nagykátai                   | 4 905                      | 52,18         |
| Tápióbicske      | község                  |               | Nagykátai                   | 3 331                      | 48,48         |
| Tápiógyörgye     | község                  |               | Nagykátai                   | 3 461                      | 53,31         |
| Tápióság         | község                  |               | Nagykátai                   | 2 586                      | 33,54         |
| Tóalmás          | község                  | Tóalmás       | Nagykátai                   | 3 219                      | 39,35         |
| Úri              | község                  |               | Nagykátai                   | 2 573                      | 22,19         |

## Története
A Nagykátai járás elődje a 19. század közepén az addigi Kecskeméti járás feldarabolásával létrejött Kecskeméti felső járás volt. Ennek 1886-tól, amikor törvény alapján a vármegyéknek állandó járási székhelyeket kellett kijelölniük, Nagykáta volt a székhelye.
A járás határai fennállásának 85 éve alatt alig változtak, csupán 1913-ban és 1914-ben csatoltak át hozzá egy-egy községet az Abonyi járástól. Az 1950-es megyerendezés során Pest megyéhez került.
1984. január 1-jével új közigazgatási beosztás jött létre Magyarországon. A járások megszűntek és a megyék város- és nagyközségkörnyékekre oszlottak. Nagykáta városi jogú nagyközség lett, és a megszűnt Nagykátai járás két községét a Ceglédi városkörnyékhez, a többit a Nagykátai nagyközségkörnyékhez osztották be.

### Községei 1898 és 1983 között
Az alábbi táblázat felsorolja a Nagykátai járáshoz tartozott községeket, bemutatva, hogy mikor tartoztak ide, és hogy hova tartoztak megelőzően, illetve később.
| Község           | Mikortól | Honnan                               | Meddig | Hova                             |
| ---------------- | -------- | ------------------------------------ | ------ | -------------------------------- |
| Farmos           | 1898     | Kecskeméti felső járásból            | 1983   | Nagykátai nagyközségkörnyékhez   |
| Kóka             | 1898     | Kecskeméti felső járásból            | 1983   | Nagykátai nagyközségkörnyékhez   |
| Nagykáta         | 1898     | Kecskeméti felső járásból            | 1983   | városi jogú nagyközséggé alakult |
| Pánd             | 1898     | Kecskeméti felső járásból            | 1983   | Nagykátai nagyközségkörnyékhez   |
| Szentlőrinckáta  | 1898     | Kecskeméti felső járásból            | 1983   | Nagykátai nagyközségkörnyékhez   |
| Szentmártonkáta  | 1898     | Kecskeméti felső járásból            | 1983   | Nagykátai nagyközségkörnyékhez   |
| Tápióbicske      | 1898     | Kecskeméti felső járásból            | 1983   | Nagykátai nagyközségkörnyékhez   |
| Tápiógyörgye     | 1914     | Abonyi járásból                      | 1983   | Nagykátai nagyközségkörnyékhez   |
| Tápióság         | 1898     | Kecskeméti felső járásból            | 1983   | Nagykátai nagyközségkörnyékhez   |
| Tápiószecső      | 1898     | Kecskeméti felső járásból            | 1983   | Nagykátai nagyközségkörnyékhez   |
| Tápiószele       | 1913     | Abonyi járásból                      | 1983   | Nagykátai nagyközségkörnyékhez   |
| Tápiószentmárton | 1898     | Kecskeméti felső járásból            | 1983   | Nagykátai nagyközségkörnyékhez   |
| Tápiószőlős      | 1947     | Tápiószele határából                 | 1983   | Ceglédi városkörnyékhez          |
| Tóalmás          | 1898     | Kecskeméti felső járásból            | 1983   | Nagykátai nagyközségkörnyékhez   |
| Újszilvás        | 1950     | Tápiógyörgye és Tápiószele határából | 1983   | Ceglédi városkörnyékhez          |

### Történeti adatai
Az alábbi táblázat a Nagykátai járás területének és népességének változását mutatja be. Az egyes sorok a járás területi változásait mutatják be, az első rovatban megjelölve, mely időszakban érvényes terület adatai találhatók az adott sorban.
A következő rovat a járás területnagyságát mutatja az adott időszakban. A további rovatok az adott időszakban érvényes határok között az oszlopfejlécben jelzett népszámlálás adatai szerint talált népességszámot adják meg ezer főre kerekítve.
Az eltérő színezéssel kijelölt adatok mutatják meg az egyes népszámlálásokkor érvényes közigazgatási beosztásnak megfelelő adatokat.
| Területi beosztás | Terület | 1890-ben | 1900-ban | 1910-ben | 1920-ban | 1930-ban | 1941-ben | 1960-ban | 1970-ben | 1980-ban | 2001-ben |
| ----------------- | ------- | -------- | -------- | -------- | -------- | -------- | -------- | -------- | -------- | -------- | -------- |
| 1898–1913 között  | 517 km² | 29       | 34       | 39       | 42       | 47       | 47       | 53       | 51       | 50       | 50       |
| 1913–1914 között  | 607 km² | 35       | 40       | 47       | 52       | 57       | 58       | 62       | 60       | 58       | 59       |
| 1914–1983 között  | 684 km² | 39       | 45       | 52       | 58       | 63       | 64       | 70       | 67       | 65       | 65       |